# Synagoge (Bychau)

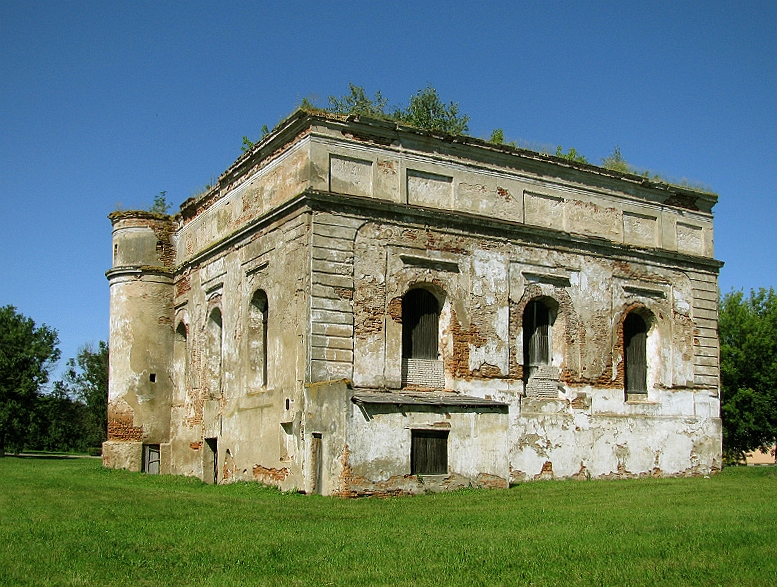
Synagoge in Bychau (2012)

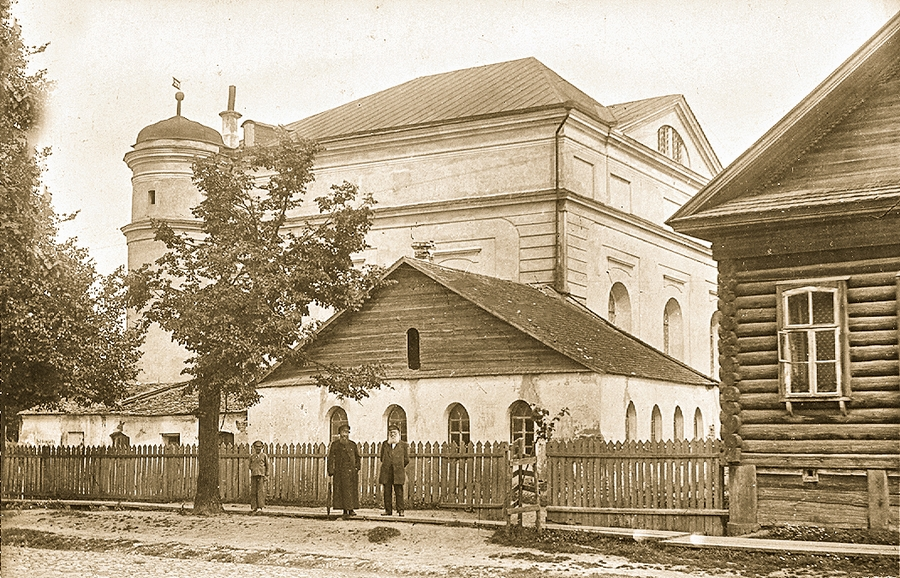
Synagoge Bychau (um 1918)

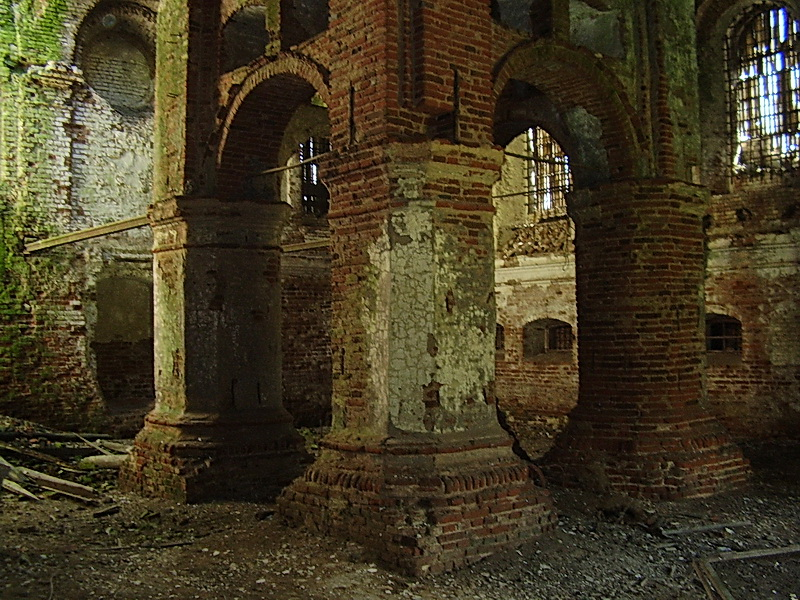
Innenansicht mit Bima

Die Synagoge in Bychau, einer belarussischen Stadt in der Oblast Mogiljow, wurde im 17. Jahrhundert erbaut. Die Synagoge im Stil des Barocks ist baulich in einem schlechten Zustand.

## Geschichte
Die Synagoge stammt aus dem letzten Viertel des 17. Jahrhunderts. Es ist nur wenig über sie bekannt. Sie wurde Ende des 18. Jahrhunderts im klassizistischen Stil umgebaut. Es ist lediglich bekannt, dass sie schon 1919 nicht mehr benutzt wurde.
Es ist vorgesehen, das Gebäude zu restaurieren und in ein Museum umzuwandeln.

## Architektur
Die Synagoge ist nahezu quadratisch mit Innenmaßen von 18 × 16 Meter. Sie hat je drei Fenster an den Seiten, wobei an der Ostseite sich oben zwischen den beiden Rundbogenfenstern ein Okulus befindet.
In die Nordwestecke ist ein runder Turm integriert, in dem eine Spiraltreppe nach oben führt.
Ursprünglich war das Dach durch eine Attika verdeckt. Bei den Umbauten im 18. Jahrhundert wurde dieses durch ein hohes Walmdach ersetzt.
An der Südwand sind noch (jetzt zugemauerte) vier Öffnungen zu erkennen, die auf frühere Anbauten für die Gebetsräume der Frauen hinweisen. Alle äußeren Anbauten sind allerdings abgerissen.
In der Mitte des Raumes steht noch der Turm der Stützbima, in dessen Mitte die Bima stand, und der das Deckengewölbe abstützte.
Der Toraschrein füllte das mittlere Drittel der Ostwand aus und war außergewöhnlich reich dekoriert.